# Végh Bertalan
Végh Bertalan (szlovákul: Bartolomej Végh, ukránul: Берталон Берталонович Вейг, Bertalon Bertalonovics Vejg, oroszul: Берталон Берталонович Вейг, Bertalon Bertalonovics Vejg) (Magyarország ?. – Ungvár, Ukrajna ?.) csehszlovák, magyar, ukrán és szovjet labdarúgóhátvéd, többszörös kelet-szlovákiai bajnok, az országos szlovák bajnokság ezüstérmese (1933), a magyar NB II Északi csoportjának bajnoka (1944). Később ukrán és szovjet labdarúgóedző, -játékvezető és sportvezető. A Szpartak Uzsgorod csapat történetének első vezetőedzője, amellyel kétszer elnyerte az ukrán labdarúgóbajnoki címet (1946, 1953). Kárpátalján ő volt az elsők között, aki megkapta a „Köztársasági labdarúgó-játékvezető” kitüntető címet (1955).

## Pályafutása

### Játékosként
A labdarúgó pályafutását a csehszlovák labdarúgó-bajnokság szlovák csoportjában részt vevő UMTE Užhorod ificsapatában kezdte (1930), majd 1932-ben bekerült a klub felnőttcsapatába. Az UMTE az ő részvételével az elkövetkezendő hat év alatt többször megnyerte a kárpátaljai és a kelet-szlovákiai labdarúgó-bajnokságot, és 1933-ban bejutott az országos szlovák bajnokság döntőjébe.
Az első bécsi döntés (1938. november 2.) értelmében Felvidék és Kárpátalja egyes részeit visszacsatolták Magyarországhoz, és a visszatért területek futballcsapatai bekapcsolódhattak a magyar labdarúgó-bajnokságba. Végh 1942 nyaráig továbbra is az MTE Ungvár csapatában szerepelt, de azt követően átigazolt a másik helyi klubhoz – az Ungvári AC-hez. Ez a csapat az ő részvételével 1943-ban 2. helyezést ért el NB II Rákóczi csoportjában, míg a következő szezonban az NB II Északi csoport bajnoka lett és feljutott az NB I-be. (Az 1944 augusztusában rajtoló új bajnokság első fordulójában azonban rögtön elmaradt az UAC meccse, mert ellenfele, az újvidéki csapat az Ungvár-t ért bombatámadás miatt hazautazott. Az ungvári csapat így a Ferencváros otthonában játszotta első NB I-es mérkőzését (5:0-ra kikapott), majd 5:2-re veszített a Salgótarjáni BTC vendégeként, aztán a 4. fordulóban hazai pályán 3:1-es vereséget szenvedett a Szentlőrinci AC-től. Több meccset pedig már nem tudott lejátszani a magyar élvonalban, mert jött a front, a bajnokság félbeszakadt, illetve a fővárosi csapatok részvételével hadi-bajnokságként decemberig folytatódott. Majd a II. világháborút lezáró párizsi békeszerződések Kárpátalját a Szovjetunióhoz csatolták, és az Ukrajna része lett. Az Ungvári AC ezzel befejezte magyarországi szereplését.) 1945 tavaszán Végh a korábbi csapattársai jelentős részével együtt átkerült az akkor szerveződő Ungvári Dinamo-hoz, amelyben az aktív pályafutását befejezte. Az új csapata már abban az évben elindult a megyei, később pedig az országos bajnokságban is.

### Edzőként és labdarúgó-játékvezetőként
1945 őszén őt felkérték a szintén újonnan szervezett Szpartak Uzsgorod ukrán másodosztályú csapat irányítására, amely 1946-ban megszerezte az első országos bajnoki címét és eljutott a szovjet labdarúgókupa negyeddöntőjéig. Az 1948-1949. években Kurucz Ferenc vezetőedző munkáját segítette, amely időszakban az ungváriak ismét jeleskedtek a kupamérkőzéseken és bejutottak az Ukrán labdarúgókupa zárószakaszába, amelyre 1948. október 3-26. között került sor Kijevben a Dinamo Stadionban, és amelyben végül az Ungvári Szpartak akkori ellenfele – az első osztályú Dinamo Kijev – egy végig nagyon szoros, de kiegyenlített meccsen győzött 2:1-re, és a végén megnyerte a tornát. (A kijeviek csapatában akkor már két korábbi ungvári játékos – Láver György és Fábián János – is szerepelt, és a mérkőzés után (1948. október 20.) – a labdarúgás történetében egyedülálló módon – további nyolc kárpátaljai fiatal is meghívást kapott a fővárosi sztárcsapatba, nevezetesen: Tóth Dezső, Mihalina Mihály, Juszt Ernő, Komán Mihály, Szengetovszkij Zoltán, Gazsó László, Godnicsák László és ifj. Györffy Zoltán. Ehhez, a magyar és csehszlovák labdarúgóiskolán felnövő, fiatal kárpátaljai tehetségekből álló csoporthoz két év múlva csatlakozott a munkácsi születésű Popovics Tibor is. A Kijevi Dinamo utánpótlás kerete az ő részvételükkel 1949-ben kis-aranyérmeket szerzett az első ízben kiírt, a szovjet tartalékcsapatok közötti országos bajnokságban. A kijevi csapatban abban az évben már tíz fiatal kárpátaljai tehetség játszott, akik több éven keresztül elismert tagjai voltak a Dinamonak és kiemelkedő eredményeket értek el országos és nemzetközi szinten. Mindeközben a legjobb labdarúgóit nélkülöző Szpartak Uzsgorod 1950-ben újra tarolt, és a második bajnoki cím mellett elnyerte az ukrán labdarúgókupát.) 1953-ban Végh Bertalannak immár másodszor felajánlották az Ungvári Szpartak vezetőedzői posztját, amit el is fogadott. Irányításával az ungváriak harmadszor is Ukrajna bajnokai lettek és újfent eljutottak az Ukrán labdarúgókupa elődöntőjéig. Ezt követően edzői pályafutását a megyei bajnokságban részt vevő különböző csapatoknál folytatta – őrdarmai és beregszászi Kolhoznik, perecsenyi Himik-, majd a profi-labdarúgóedzői tevékenységét a drogobicsi Neftyányik másodosztályú ukrán csapatnál fejezte be.
Végh már a negyvenes évek közepén kezdeményezője volt az új megyei, illetve városi labdarúgóedzői és -játékvezetői testületek létrehozásának, valamint a megyei sportbizottság és labdarúgó-szövetség szervezésében és vezetésében is részt vett. Ezenkívül köztársasági labdarúgó-játékvezetőként országos elismerést szerzett. A hatvanas évek elejétől kezdődően a hetvenes évek közepéig az Ungvári városi labdarúgó-szövetséget vezette és egyidejűleg a Kárpátaljai megyei labdarúgó-szövetség Labdarúgóedzői tanácsának az elnöke is volt.

## Sikerei, díjai
Szlovák bajnokság
- 2. hely (1): 1933

Magyar NB II Északi csoport
- bajnok (1): 1944

Ukrán bajnokság
- bajnok (2): 1946, 1953
- labdarúgókupa elődöntős (1): 1953
- „Köztársasági labdarúgó-játékvezető” kitüntető cím (1): 1955

Szovjet bajnokság
- labdarúgókupa negyeddöntős (1): 1946

## Ajánlott irodalom
- Fedák László. Kárpátalja a sporteredmények tükrében (109. oldal). Ungvár: Karpati (1994) (ukránul)
- Krajnyanica Péter. A kárpátaljai labdarúgás története (21., 64., 91., 92., 109., 110., 111. és 124. oldal). Ungvár: Karpati (2004) (ukránul)
- Mihalina László. Otthon minden kő megsegít... (27., 30., 44. és 57. oldal). Vác: Kucsák Könyvkötészet és Nyomda (2011)

## Fordítás
- Ez a szócikk részben vagy egészben  a(z)   Вейг Берталон Берталонович című ukrán Wikipédia-szócikk ezen változatának fordításán alapul.  Az eredeti cikk szerkesztőit annak laptörténete sorolja fel. Ez a jelzés csupán a megfogalmazás eredetét és a szerzői jogokat jelzi, nem szolgál a cikkben szereplő információk forrásmegjelöléseként.